# Shozo Tsugitani
Shozo Tsugitani (Japó, 25 de juny de 1940 - 2 de juny de 1978), va ser futbolista japonès.

## Selecció japonesa
Shozo Tsugitani va disputar 12 partits amb la selecció japonesa.